# Moja miłość (film 2015)
Moja miłość (fr. Mon roi) – francuski melodramat z 2015 roku w reżyserii Maïwenn. Zdjęcia kręcono w Paryżu, Villeneuve-le-Comte (departament Sekwana i Marna), Beaulieu-sur-Mer (Alpy Nadmorskie), Deauville (Calvados), Capbreton (Landy) oraz w dolinie Val d’Anniviers w szwajcarskim kantonie Valais.
Światowa premiera filmu miała miejsce 17 maja 2015 podczas 68. MFF w Cannes, w ramach którego obraz brał udział w konkursie głównym. Na imprezie tej Emmanuelle Bercot za swoją rolę w filmie odebrała nagrodę dla najlepszej aktorki.
Do ogólnopolskiej dystrybucji kinowej film wszedł 15 stycznia 2016.

## Obsada
- Vincent Cassel jako Georgio Milevski
- Emmanuelle Bercot jako Marie-Antoinette Jézéquel, zwana Tony
- Louis Garrel jako Solal
- Isild Le Besco jako Babeth
- Chrystèle Saint Louis Augustin jako Agnès
- Patrick Raynal jako Denis Jézéquel
- Yann Goven jako Jean
- Paul Hamy jako Pascal

i inni

## Nagrody i nominacje
68. MFF w Cannes
- nagroda: najlepsza aktorka − Emmanuelle Bercot
- nominacja: Złota Palma − Maïwenn

41. ceremonia wręczenia Cezarów
- nominacja: najlepszy film − Maïwenn i Alain Attal
- nominacja: najlepsza reżyseria − Maïwenn
- nominacja: najlepszy aktor − Vincent Cassel
- nominacja: najlepsza aktorka − Emmanuelle Bercot
- nominacja: najlepszy aktor w roli drugoplanowej − Louis Garrel
- nominacja: najlepsza muzyka − Stephen Warbeck
- nominacja: najlepszy montaż − Simon Jacquet
- nominacja: najlepszy dźwięk − Nicolas Provost, Agnès Ravez i Emmanuel Croset